# Theodor Linschmann

Theodor Linschmann mit Familie

Heinrich Theodor Linschmann (* 16. Dezember 1850 in Schweinbach; † 18. Mai 1940 in Meiningen) war ein deutscher Pfarrer und späterer Bibliotheksdirektor.

## Leben
Geboren wurde Heinrich Theodor als Sohn eines Lehrers. Er besuchte das Gymnasium in Rudolstadt und studierte danach von 1870 bis 1873 Theologie und Sprachwissenschaften in Jena. Während seines Studiums wurde er 1870 Mitglied der Sängerschaft zu St. Pauli Jena. Nachdem er mehrere Jahre Hilfsprediger in Rudolstadt gewesen war, übernahm er nacheinander die Weimarischen Pfarrstellen in Magdala, Lehnstedt und Willerstedt.
Neben seiner Kirchentätigkeit trieb er seine sprachwissenschaftlichen Forschungen voran. Ein großer Beitrag zur Geschichte der baskischen Philologie war dabei auch eine sehr detailgenaue Neuübersetzung der von Joanes Leizarraga (1506–1601) im 16. Jahrhundert angefertigten Übersetzung des Neuen Testaments in die baskische Sprache (I. Leiçarragas Baskische Bücher von 1571), die Theodor Linschmann gemeinsam mit dem deutschen Romanisten Hugo Schuchardt im Jahr 1900 veröffentlichte.
1901 trat er aus dem Kirchendienst aus, um am 1. September 1901 in Leipzig ein Volontariat an der Universitätsbibliothek Leipzig anzutreten. Sein Ziel war, sich auf den Bibliothekarsberuf vorzubereiten und weitere sprachwissenschaftliche Studien zu betreiben. Nur ein Jahr später, am 1. September 1902, wurde er an die Herzogliche Öffentliche Bibliothek Meiningen berufen. Hier legte er neue umfangreiche Bücherverzeichnisse an und erschloss so die Bücherschätze der Öffentlichkeit.
Außerdem publizierte er zahlreiche Aufsätze, unter anderem in Hilgenfels Zeitschrift für wissenschaftliche Theologie, im Eckart – Ein deutsches Literaturblatt, der Deutschen Litteraturzeitung, sowie eine Anzahl von kurzen Beiträgen für die Beilage der Meininger Tageszeitung. Die von ihm gefertigte und 1907 erschienene Bibliographie Ludwig Bechsteins gilt bis zum heutigen Tag als unentbehrliches Hilfsmittel jeder Bechstein-Forschung.
Im Jahr 1912 wurde Linschmann zum Ehrenmitglied des baskischen Kongresses für Deutschland ernannt. Am 1. April 1920 wurde er zum Staatsbeamten befördert. Man ernannte ihn im Jahr 1921, aufgrund seiner Verdienste und wissenschaftlichen Leistungen, zum auswärtigen Mitglied der 1919 gegründeten Königliche Akademie der Baskischen Sprache in Bilbao. Am 1. Juni 1927 wurde der Bibliotheksdirektor in den Ruhestand versetzt. Im Mai 1940 verstarb Linschmann fast 90-jährig in Meiningen (Thüringen).

## Schriften
- La relevancia de la investigación vasco-ibérica (Die Bedeutung der baskisch-iberischen Forschung) Euskara, Berlin, 1, 1886, pp. 2–5
- A modo de introducción a la lengua vasca (Zur Einführung in die baskische Sprache) Euskara, Berlin, 1, 1886, pp. 5
- mit Karl Hannemann: Borrador de estatutos de la "Sociedad Vasca" de Berlín (Satzungen-Entwurf der "Baskischen Gesellschaft") Euskara, Berlin, 1, 1886, pp. 6–8
- Bonav. Vulcanius sobre el euskara (Bonav. Vulcanius über das Baskische) Euskara, Berlin, 4, 1888, pp. 28–30
- Jos. S. Scaliger sobre el euskara (Jos. S. Scaliger über das Baskische) Euskara, Berlin, 5, 1888, pp. 36–37
- Otro punto de vista (Auch eine Ansicht) Euskara, Berlin, 6, 1889, pp. 45–47
- La epístola de Judas en la traducción de Leiçarraga (Der Brief St. Iudae nach Leiçarragas Übersetzung) Euskara, Berlin, 7, 1889, pp. 54–56
- Los dos ejemplares del Nuevo Testamento de Leiçarraga que se encuentran en Alemania (Die beiden in Deutschland befindlichen Exemplare des N.T. von Leiçarraga) Euskara, Berlin, 9, 1891, pp. 68–69
- Obras recientes y muy recientes sobre gramática vasca (Neuere und neueste Werke über baskische Grammatik) Euskara, Berlin, 9, 1891, pp. 69–70
- mit Schuchardt Hugo: Los libros en euskera de J. Leiçarraga (1571): Neues Testament, Kalender und Abc (I. Leiçarragas baskische Bücher von 1571: Neues Testament, Kalender und Abc) Mit Unterstützung der Kais. Akademie der Wissenschaften zu Wien, K. J. Trübner, Strassburg 1900* Reseña de Uhlenbeck (Zu Uhlenbeck, C.C., Beiträge zu einer vergleichenden Lautlehre der baskischen Dialecte) Literarisches Zentralblatt Leipzig, 1903
- Abhandlung „Die Dichterbrüder Sebastian, Ulrich und Peter Franck“. (=Zeitschrift für Gottesdienst und kirchliche Kunst, Heft 1) 1903
- Ludwig Bechsteins Schriften, zum 75-jährigen Jubiläum des Hennebergischen altertumsforschenden. Brückner&Renner, 1907